# Баянгол-Монгольська автономна префектура
41°44′00″ пн. ш. 86°10′23″ сх. д. / 41.73345° пн. ш. 86.17315° сх. д.
Баянгол-Монгольська автономна префектура (уйг. بايىنغولىن موڭغۇل ئاپتونوم ئوبلاستى, кит. 巴音郭楞蒙古自治州, пін. Bāyīnguōlèng Měnggǔ Zìzhìzhōu, монг. ᠪᠠᠶᠠᠨᠭᠣᠣᠯ ‍ᠤᠨ ᠮᠣᠩᠭᠣᠯ ᠥᠪᠡᠷᠲᠡᠭᠡᠨ ᠵᠠᠰᠠᠬᠤ ᠵᠧᠤ) — автономія другого рівня (префектура) у складі Сіньцзян-Уйгурського автономного району КНР. Столиця — місто Корла. Утворена у 1954 році.

## Географія
Лежить на висоті близько 940 метрів над рівнем моря від східних пасм Тянь-Шаню на півночі до Куньлуня на півдні у пустелях Такла-Макан і Гобі.

### Клімат
Префектура знаходиться у зоні, котра характеризується кліматом пустель помірного поясу.

## Адміністративний поділ
Баянгол-Монгольська автономна префектура поділяється на 1 місто і 8 повітів (один з них є автономним):
| Карта                                                                                | Карта          | Карта                 | Карта                                                      | Карта            |
| ------------------------------------------------------------------------------------ | -------------- | --------------------- | ---------------------------------------------------------- | ---------------- |
| Хецзін Бугур Лобнор Черчен Корла ① ② Хошуд Чарклик ① повіт Яньці-Хуей ② повіт Баграш |                |                       |                                                            |                  |
| Назва                                                                                | Китайська      | Піньїнь               | Уйгурська                                                  | Населення (2020) |
| Міський повіт Корла                                                                  | 库尔勒市       | Kù'ěrlè Shì           | كورلا شەھىرى Korla Shehiri                                 | 779 352          |
| Повіт Баграш                                                                         | 博湖县         | Bóhú Xiàn             | باغراش ناھىيىسى Baghrash Nahiyisi                          | 48 288           |
| Повіт Бугур                                                                          | 轮台县         | Lúntái Xiàn           | بۈگۈر ناھىيىسى Bügür Nahiyisi                              | 137 327          |
| Повіт Лобнор                                                                         | 尉犁县         | Yùlí Xiàn             | لوپنۇر ناھىيىسى Lopnur Nahiyisi                            | 101 866          |
| Повіт Хецзін                                                                         | 和静县         | Héjìng Xiàn           | خېجىڭ ناھىيىسى Xéjing Nahiyisi                             | 147 859          |
| Повіт Хошуд                                                                          | 和硕县         | Héshuò Xiàn           | خوشۇت ناھىيىسى Xoshut Nahiyisi                             | 59 299           |
| Повіт Чарклик                                                                        | 若羌县         | Ruòqiāng Xiàn         | چاقىلىق ناھىيىسى Chaqiliq Nahiyisi                         | 43 045           |
| Повіт Черчен                                                                         | 且末县         | Qiěmò Xiàn            | چەرچەن ناھىيىسى Cherchen Nahiyisi                          | 69 236           |
| Яньці-Хуейський автономний повіт                                                     | 焉耆回族自治县 | Yānqí Huízú Zìzhìxiàn | يەنجى خۇيزۇ ئاپتونوم ناھىيىسى Yenji Xuyzu Aptonom Nahiyisi | 122 961          |

## Населення
За переписом 2000 року у Баянгол-Монгольській автономній префектурі проживало 1 056 970 осіб. Густота населення округу становила 2,28 чол/км².
Розподіл населення за етнічною ознакою:
| Народ   | Кількість | Частка |
| ------- | --------- | ------ |
| Китайці | 607 774   | 57,5 % |
| Уйгури  | 345 595   | 32,7 % |
| Хуейці  | 52 252    | 4,94 % |
| Монголи | 43 544    | 4,12 % |
| Інші    | 7 805     | 0,74 % |